# Chlenias phaeocala
Chlenias phaeocala är en fjärilsart som beskrevs av Turner 1947. Chlenias phaeocala ingår i släktet Chlenias och familjen mätare. Inga underarter finns listade i Catalogue of Life.